# Municipio de Perry (condado de Plymouth)
El municipio de Perry (en inglés: Perry Township) es un municipio ubicado en el condado de Plymouth en el estado estadounidense de Iowa. En el año 2010 tenía una población de 1124 habitantes y una densidad poblacional de 12,02 personas por km².

## Geografía
El municipio de Perry se encuentra ubicado en las coordenadas 42°36′0″N 96°23′51″O / 42.60000, -96.39750. Según la Oficina del Censo de los Estados Unidos, el municipio tiene una superficie total de 93.52 km², de la cual 93,39 km² corresponden a tierra firme y (0,13 %) 0,12 km² es agua.

## Demografía
Según el censo de 2010, había 1124 personas residiendo en el municipio de Perry. La densidad de población era de 12,02 hab./km². De los 1124 habitantes, el municipio de Perry estaba compuesto por el 98,13 % blancos, el 0,09 % eran afroamericanos, el 0,36 % eran amerindios, el 0,36 % eran asiáticos, el 0,18 % eran de otras razas y el 0,89 % eran de una mezcla de razas. Del total de la población el 0,62 % eran hispanos o latinos de cualquier raza.